# Carolyn Gomes
Carolyn Gomes (Kingston, 30 de marzo de 1958) es una médica y activista por los derechos humanos jamaiquina, que en 2008 recibió el Premio de Derechos Humanos de las Naciones Unidas y en 2009 la Orden de Jamaica.

## Trayectoria
Gomes obtuvo en 1980, el título en Medicina y Cirugía en las Indias Occidentales. Luego continuó su educación en Reino Unido donde se especializó en pediatría. En 2002, deja la medicina para convertirse en la directora ejecutiva de Jamaicans For Justice (JFJ), una organización no gubernamental que fundó en el año 1999 y que se dedica a la defensa de los derechos humanos y la justicia social, y a la que renunció en 2013, debido a la controversia generada porque su organización introdujo material de educación sexual para niños en varios hogares del país, acción que se consideró inapropiada.
Desde enero de 2014 hasta 2018 Gomes fue la directora ejecutiva de la Caribbean Vulnerable Communities Coalition (CVC), representante de las comunidades vulnerables ante el Comité de Coordinación de Áreas Prioritarias (PACC) de la Alianza Pancaribeña contra el VIH y el SIDA (PANCAP), formó parte del Programa Conjunto de las Naciones Unidas sobre el VIH/sida, de la Paediatric Association of Jamaica y es Asesora Especial de Relaciones Exteriores de la Junta Consultiva del Fondo Mundial para la lucha contra el SIDA, la tuberculosis y la malaria.
En 2020 a raíz de la pandemia del COVID-19, Gomes participó en el comité de expertos que trabajaron en la alianza mundial para que los países de ingresos medios y bajos dispusieran de 120 millones de pruebas rápidas asequibles y de calidad, promovida por la Organización Mundial de la Salud.
Además escribe artículos y es conferenciante sobre la temática de los derechos humanos tanto en Jamaica como a nivel internacional.

## Premios y reconocimientos
El 10 de diciembre de 2008, Gomes fue una de las cinco personas en recibir el Premio de Derechos Humanos de las Naciones Unidas por un servicio sobresaliente en la esfera de los derechos humanos, distinción que se otorga cada cinco años por la Asamblea General de las Naciones Unidas a personas u organizaciones que hayan realizado aportes significativos para promover y proteger los derechos humanos y las libertades fundamentales. El 19 de octubre de 2009, además fue condecorada con la Orden de Jamaica, en reconocimiento a su defensa de los derechos humanos, galardón que se otorga a los ciudadanos ilustres jamaicanos o del exterior y que le atribuyen el tratamiento de Honorable.